# وجوورث (آلاباما)
وجوورث (به انگلیسی: Wedgeworth) یک منطقهٔ مسکونی در ایالات متحده آمریکا است که در شهرستان هالی، آلاباما واقع شده‌است. وجوورث ۴۲٫۹۸ متر بالاتر از سطح دریا واقع شده‌است.